# Truro City
Der Truro City Football Club, kurz Truro City, ist ein englischer Fußballverein aus dem kornischen Truro. Aktuell spielt der Verein in der fünftklassigen National League, was ihn zum höchstklassierten Verein aus der Grafschaft Cornwall macht. Seine Heimspiele trägt der Verein im Bolitho Park in Plymouth aus.

## Geschichte
Truro City gewann 2007 die FA Vase, einen jährlich ausgetragenen Wettbewerb für englische Mannschaften der niederen, regionalen Ligen.
2011 erreichte der Klub als Meister der Southern Football League nach fünf Aufstiegen in sechs Spielzeiten die Conference South. Im ersten Jahr wurde die Klasse als 14. von 22 Mannschaften gehalten. In der darauffolgenden Spielzeit musste Truro als Tabellenletzter absteigen. Der Abzug von zehn Punkten wegen eines Insovenzantrages war insofern unmaßgeblich, dass der Rückstand auf einen Nichtabstiegsplatz am Ende 20 Punkte betrug.
2015 kehrte der Klub in die nunmehr National League South genannte zweithöchste Spielklasse im so genannten Non-League football zurück. Truro erreichte auf Anhieb die Aufstiegs-Play offs, scheiterte jedoch im Halbfinale mit zwei Niederlagen an Maidstone United. Zwei Jahre später qualifizierte sich Truro für die Hauptrunde des FA Cups, schied aber bereits in der ersten Runde gegen den Drittligisten Charlton Athletic aus. 2019 folgte der erneute Abstieg aus der National League South.